# Кривозерье (Пензенская область)
Кривозерье — село в Нижнеломовском районе Пензенской области России. Входит в состав Новопятинского сельсовета.

## География
Село находится в северо-западной части Пензенской области, в пределах Керенско-Чембарской возвышенности, в лесостепной зоне, на левом берегу реки Мокша, на расстоянии примерно 12 км (по прямой) к северо-востоку от города Нижний Ломов, административного центра района. Абсолютная высота — 144 м над уровнем моря.

### Климат
Климат характеризуется как умеренно континентальный, с холодной продолжительной зимой и тёплым летом. Средняя температура воздуха самого тёплого месяца (июля) — 19,1 — 19,5 °C; самого холодного (января) — −13,3 — −11,3 °C. Продолжительность безморозного периода 125—144 дней. Период активной вегетации длится около 141 дня. Среднегодовое количество атмосферных осадков составляет 520 мм, из которых большая часть выпадает в тёплый период. Снежный покров устанавливается в конце ноября и держится в течение 140 дней.

### Часовой пояс
Село Кривозерье, как и вся Пензенская область, находится в часовой зоне МСК (московское время). Смещение применяемого времени относительно UTC составляет +3:00.

## Население
| 1718  | 1785 | 1864  | 1897  | 1911  | 1926  | 1930  |
| ----- | ---- | ----- | ----- | ----- | ----- | ----- |
| 40    | ↗800 | ↗1004 | ↗1132 | ↗1409 | ↘1231 | ↗1515 |
| 1939  | 1959 | 1979  | 1989  | 1996  | 2002  | 2010  |
| ↘1017 | ↘700 | ↘441  | ↘284  | ↘255  | ↘204  | ↘152  |

### Национальный состав
Согласно результатам переписи 2002 года, в национальной структуре населения русские составляли 100 % из 204 чел.